# Belšinja vas
Belšinja vas je naselje v občini Trebnje.
Belšinja vas je strnjeno naselje pod Grmado na desnem bregu Temenice nasproti Štefana. V dolini ob Temenici pod naseljem potekata železniška proga Ljubljana – Novo mesto ter nekdanja hitra cesta Ljubljana – Novo mesto. Tla so kraška, površje pa je precej kamnito z veliko vrtačami in manjšimi podzemeljskimi jamami. Njive so na Hribu, Pod vasjo in na Ravni, nižje ob Temenici pa so nekoliko zamočvirjeni travniki. Mešani gozdovi se razprostirajo za vasjo na severnem pobočju Grmade, v Bukovju in na Debelem hribu. 
Kraj se prvič omenja leta 1145, v njegovi okolici pa je bilo odkritih mnogo najdb iz prazgodovinske in rimske dobe.